# 阿特金森 (伊利諾伊州)
阿特金森（英語：Atkinson）是一個位於美國伊利諾伊州亨利縣的城鎮。

## 地理
阿特金森的座標為41°25′08″N 89°00′53″W / 41.41889°N 89.01472°W，而該地的平均海拔高度為201米（即659英尺）。

## 人口
根據2010年美國人口普查的數據，阿特金森的面積為4.80平方千米，當中陸地面積為4.74平方千米，而水域面積為0.06平方千米。當地共有人口972人，而人口密度為每平方千米203人。